# Liberaldemokratische Partei (Usbekistan)

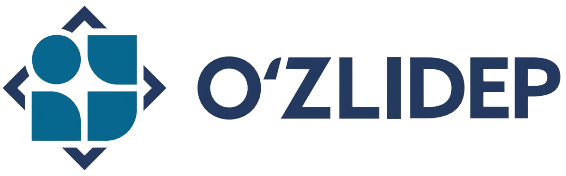
Logo der Oʻzlidep

Die Liberaldemokratische Partei Usbekistans (usbekisch Oʻzbekiston Liberal Demokratik Partiyasi, Abkürzung Oʻzlidep; russisch Либерально-демократическая партия Узбекистана) ist eine politische Partei in Usbekistan und seit 2007 die offizielle Regierungspartei Usbekistans.
Die Liberaldemokratische Partei wurde am 15. November 2003 gegründet. Die Partei unterstützt nach eigener Ansicht den sogenannten Dritten Weg. Von der Opposition wird sie als autoritär und konservativ betrachtet.

## Wahlergebnisse
Bei der Parlamentswahl in Usbekistan 2004/05 gewann die Partei 41 der 120 Sitze im Oliy Majlis und wurde damit stärkste Fraktion im Parlament. Bei der darauffolgenden Parlamentswahl in Usbekistan 2009/10 konnte die Partei diesen Status mit 53 Mandaten im nun 150-köpfigen Parlament verteidigen.
Die Partei hat am 4. Oktober 2007 bestimmt den Präsidenten Islam Karimow als ihren Kandidaten in der Präsidentschaftswahl 2007 zu nominieren, obwohl viele Karimow aus Sicht der Rechtswirksamkeit ungeeignet sahen, für eine weitere Amtszeit zu kandidieren.
Am 6. November wurde beim Nominierungsparteitag Karimov einstimmig als Präsidentschaftskandidat der Liberaldemokratischen Partei bei dem Parteitag in der Hauptstadt Taschkent gewählt; dieser nahm die Nominierung an. Bis dahin war er Vorsitzender der Volksdemokratischen Partei Usbekistans.